# Octoploïdie

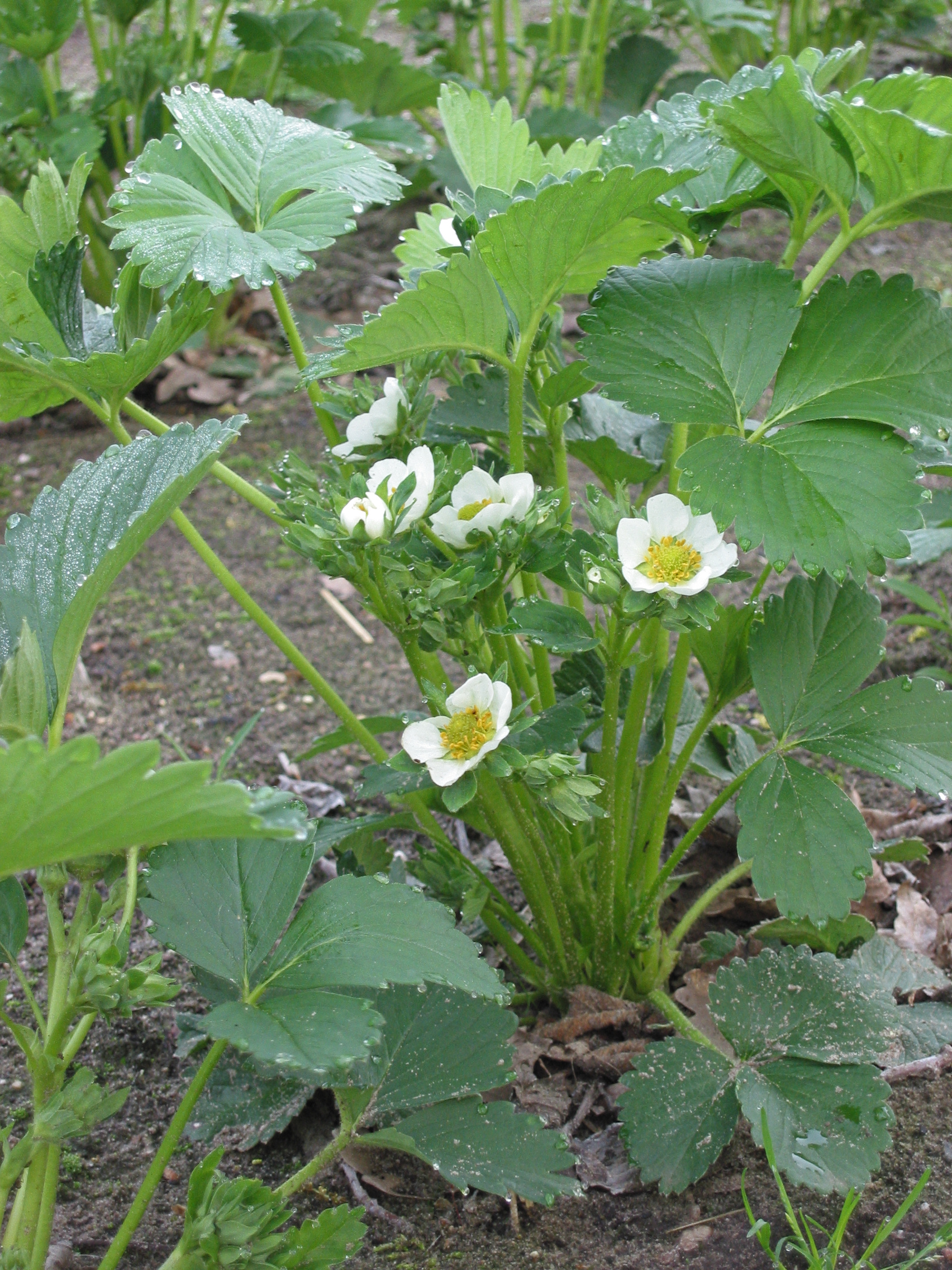
De aardbei is een octoploïde plant

In de plantkunde heet een plant octoploïde als van elk chromosoom, uitgezonderd de geslachtschromosomen, acht exemplaren aanwezig zijn. Dit wordt weergegeven met 2n = 8x. Elk gen zal dus ten minste achtmaal voorkomen.
Veel octoploïde planten zijn groot en door de mens geselecteerd, zoals de aardbei. Octoploïde planten kunnen bijvoorbeeld ontstaan uit een kruising van tetraploïde soorten met vervolgens een verdubbeling van het aantal chromosomen.
Een alloploïd heeft genomen van verschillende soorten. Doordat veel diploïde alloploïden steriel zijn, zijn tijdens de evolutie alleen de tetraploïden of hogere polyploïden uitgeselecteerd. Een voorbeeld van een allo-octoploïd is de in Europa geteelde aardbei met 56 chromosomen, ontstaan uit een kruising van de uit Noord-Amerika afkomstige octoploïde soorten Fragaria virginia en Fragaria chiloensis.